# フェルナンド・ムスレラ
ネストル・フェルナンド・ムスレラ・ミコル（Néstor Fernando Muslera Micol、1986年6月16日 - ）は、アルゼンチン・ブエノスアイレス出身のサッカー選手。アルゼンチン・プリメーラ・エストゥディアンテス・デ・ラ・プラタ所属。元ウルグアイ代表。ポジションはゴールキーパー。
なお、ルーツがリグーリア州サヴォーナにあるため、イタリアのパスポートも有するイタリア系ウルグアイ人である。
PKに滅法強く、よくストップしている。

## クラブ経歴

### ウルグアイ時代
モンテビデオ・ワンダラーズの下部組織で育ち、2004年にプロデビュー。2006年には同国の強豪クラブナシオナルに期限付き移籍した。

### ラツィオ
2007年8月28日、SSラツィオへ移籍金300万ユーロで移籍。9月16日のカリアリ・カルチョ戦でセリエAデビューを飾るが、10月6日のACミラン戦で5失点を喫し、大ベテランのマルコ・バロッタに正GKの座を奪われた。
翌2008-09シーズンは、背番号を1番から自身の生年である86番に変更。シーズン後半にフアン・パブロ・カリーソに代わる守護神に昇格した。つづく2009-10シーズンと2010-11シーズンは年間を通じてゴールを守り、2009年にはコッパ・イタリア獲得に貢献。しかし、契約延長をめぐりクラブとの関係がこじれたため、2011年夏に移籍を決断した。

### ガラタサライ
2011年7月19日、トルコのガラタサライSKへ5年契約・移籍金675万ユーロで移籍。期待通り1年目から正GKを務め、2011-12シーズン最終戦のマニサスポル戦ではサポーターの後押しを受けて試合終了間際にPKキッカーを務め、見事プロ初ゴールを挙げた。
2012年11月24日のエラズースポル戦では1点リードの後半44分にペナルティエリア内で相手選手を倒し退場。ガラタサライはすでに交代枠を使い切っていたため、ムスレラに代わって急遽キーパーを任されたMFのフェリペ・メロがPKを止め試合に勝利するという珍しい出来事があった。
2024年5月18日、スュペル・リグ第36節において、ガラタサライはカイセリスポルに3-0で勝利し、3季連続25回目のリーグ優勝を決めた。この試合で、今季限りでの退団が報じられていた38歳のムスレラが後半44分にPKを決め、自身のゴールで優勝を祝うという異例の場面があった。シュートは右足でゴール右に放たれ、相手GKにコースを読まれながらも脇の下を抜けてネットを揺らした。ムスレラの得点は、チームメートが功労者に花を持たせた形だった。

### エストゥディアンテス
2025年6月24日、アルゼンチンのエストゥディアンテス・デ・ラ・プラタに2026年末までの契約で加入した。

## 代表経歴
2009年10月10日、エクアドル代表とのアウェーゲームでウルグアイ代表デビュー。同年11月のW杯南アフリカ大会大陸間プレーオフではコスタリカ代表相手に好セーブを連発し、2試合で1失点に抑え、本大会出場を決めた。
2010 FIFAワールドカップ本大会ではグループステージ3試合すべてで無失点。PK戦へともつれたガーナ代表との準々決勝では2本をスーパーセーブし、ベスト4進出に貢献した。
コパ・アメリカ2011でも正ゴールキーパーを務め、準々決勝のアルゼンチン代表戦ではPK戦でカルロス・テベスのシュートを阻止する活躍を見せるなど、ウルグアイの6大会ぶりの優勝に貢献した。
2022 FIFAワールドカップ・南米予選では18試合中10試合に出場したが、判断ミスによる失点に故障も重なり、ディエゴ・アロンソ監督就任以降は、セルヒオ・ロシェにポジションを譲った。
2022年11月10日、カタールW杯に向けたメンバーの1人に選ばれたものの、ロシェからポジションを奪い返すことができず、グループリーグ最終節のガーナ戦では、PKを与えられなかったことにより得失点差で決勝トーナメントに進出出来なかったことに腹を立て、試合後にも両チームの選手たちが揉める事件を起こし、チームはグループステージ敗退となった。
2023年1月27日、FIFAはこの事件の主犯とされるムスレラ、ホセ・ヒメネスに対し、4試合の出場停止処分と、奉仕活動、2万スイスフラン（約280万円）の罰金が課されることとなった。

## 代表歴

### 出場大会
- ウルグアイ代表
  - 2010 FIFAワールドカップ （4位）
  - コパ・アメリカ2011 （優勝）
  - FIFAコンフェデレーションズカップ2013 （4位）
  - 2014 FIFAワールドカップ （ベスト16）
  - コパ・アメリカ2015 （ベスト8）
  - コパ・アメリカ・センテナリオ （グループステージ敗退）
  - 2018 FIFAワールドカップ （ベスト8）
  - コパ・アメリカ2019 （ベスト8）
  - コパ・アメリカ2021 （ベスト8）

### 試合数
- 国際Aマッチ 133試合 0得点（2009年-2022年）[12]

| ウルグアイ代表 | 国際Aマッチ | 国際Aマッチ |
| 年             | 出場        | 得点        |
| -------------- | ----------- | ----------- |
| 2009           | 4           | 0           |
| 2010           | 12          | 0           |
| 2011           | 15          | 0           |
| 2012           | 10          | 0           |
| 2013           | 14          | 0           |
| 2014           | 11          | 0           |
| 2015           | 11          | 0           |
| 2016           | 11          | 0           |
| 2017           | 6           | 0           |
| 2018           | 11          | 0           |
| 2019           | 11          | 0           |
| 2020           | 0           | 0           |
| 2021           | 15          | 0           |
| 2022           | 2           | 0           |
| 通算           | 133         | 0           |

## タイトル

### クラブ
ナシオナル
- プレーオフ：1回 (2007)

SSラツィオ
- コッパ・イタリア：1回 (2009)
- スーペルコッパ・イタリアーナ：1回 (2009)

ガラタサライSK
- スュペル・リグ：5回 (2011-12, 2012-13, 2014-15, 2017-18, 2018-19)
- テュルキエ・クパス：2回 (2013-14, 2014-15)
- テュルキエ・スュペル・クパス：3回 (2012, 2013, 2015)

### 代表
ウルグアイ代表
- コパ・アメリカ：1回 (2011)

### 個人
- トルコ年間最優秀サッカー選手 : 1回（2016年）
- スュペル・リグシーズン最優秀GK : 1回（2017-18）
- スュペル・リグシーズンベストイレブン : 4回（2014-15, 2017-18, 2021-22, 2022-23)